# Kanton Saint-Germain-du-Bois
Saint-Germain-du-Bois is een voormalig kanton van het Franse departement Saône-et-Loire. Het kanton maakte deel uit van het arrondissement Louhans. Het werd opgeheven bij decreet van 18 februari 2014, met uitwerking op 22 maart 2015. Alle gemeenten werden toegevoegd aan het kanton Pierre-de-Bresse.

## Gemeenten
Het kanton Saint-Germain-du-Bois omvatte de volgende gemeenten:
- Bosjean
- Bouhans
- Devrouze
- Diconne
- Frangy-en-Bresse
- Mervans
- Le Planois
- Saint-Germain-du-Bois (hoofdplaats)
- Sens-sur-Seille
- Serley
- Serrigny-en-Bresse
- Le Tartre
- Thurey